# Грб Фудбалског савеза Републике Српске
Грб Фудбалског савеза Републике Српске је знак, односно грб који представља Фудбалски савез Републике Српске.

## Изглед
Знак Фудбалског савеза Републике Српске је троуглог облика са испупченим крацима и удубљеном горњом страном. На средини грба ФСРС је дијагонално представљена застава Републике Српске.
У горњем лијевом углу грба се налази фудбалска лопта, а на средини ћирилични натпис „ФС РС“. У доњем дијелу грба уписана је година „1992“.

## Застава Фудбалског савеза Републике Српске
Застава Фудбалског савеза Републике Српске има бијелу подлогу са знаком, односно грбом Фудбалског савеза Републике Српске у средини заставе.

## Печат Фудбалског савеза Републике Српске
Печат Фудбалског савеза Републике Српске је округао са ћириличним натписом унутар круга „Фудбалски Савез Републике Српске“.